# Martín Emilio Rodríguez Gutiérrez
Martín Emilio Rodríguez Gutiérrez, conegut com a Cochise Rodríguez, (Medellín, 14 d'abril de 1942) va ser un ciclista colombià, que va córrer professionalment entre 1972 i 1975. Durant la seva carrera esportiva va combinar la carretera amb el ciclisme en pista, aconseguint notables victòries en ambdues modalitats. Va participar en dues edicions del Jocs Olímpics.
En ruta va guanyar dues etapes al Giro d'Itàlia i també diferents cops les classificacions finals a la Volta a Colòmbia i a la Volta al Táchira.
En pista, es va proclamar Campió del món en Persecució el 1971, així com nombroses medalles en diferents campionats.

## Palmarès en carretera
- 1961
  - Medalla d'or als Jocs Bolivarians en ruta per equips
  - Vencedor d'una etapa a la Volta a Colòmbia
- 1962
  - Vencedor de 2 etapes a la Volta a Colòmbia
  - Vencedor d'una etapa al Clásico RCN
- 1963
  - 1r a la Volta a Colòmbia i vencedor de 6 etapes
  - 1r al Clásico RCN i vencedor de 2 etapes
- 1964
  - 1r a la Volta a Colòmbia i vencedor de 9 etapes
- 1965
  - Vencedor d'una etapa a la Volta a Colòmbia
- 1966
  - Medalla d'or als Jocs Centreamericans i del Carib en ruta
  - Medalla d'or als Jocs Centreamericans i del Carib en ruta per equips
  - 1r a la Volta a Colòmbia i vencedor de 8 etapes
  - 1r a la Volta al Táchira i vencedor de 2 etapes
- 1967
  - 1r a la Volta a Colòmbia i vencedor de 4 etapes
  - Vencedor de 2 etapes al Clásico RCN
- 1968
  - 1r a la Volta al Táchira i vencedor de 3 etapes
  - Vencedor d'una etapa a la Volta a Colòmbia
- 1969
  - Vencedor de 2 etapes a la Volta a Colòmbia
- 1970
  - Medalla d'or als Jocs Centreamericans i del Carib en ruta per equips
  - Vencedor d'una etapa a la Volta a Colòmbia
  - Vencedor d'una etapa al Clásico RCN
- 1971
  - 1r a la Volta al Táchira i vencedor de 4 etapes
  - Vencedor d'una etapa a la Volta a Colòmbia
  - Vencedor d'una etapa al Clásico RCN
- 1972
  - Vencedor de 2 etapes a la Volta a Colòmbia
  - Vencedor d'una etapa al Clásico RCN
- 1973
  - 1r al Trofeu Baracchi (amb Felice Gimondi)
  - 1r al Gran Premi Ciutat de Camaiore
  - Vencedor d'una etapa al Giro d'Itàlia
- 1975
  - Vencedor d'una etapa al Giro d'Itàlia
- 1976
  - Vencedor de 2 etapes al Clásico RCN
- 1979
  - Vencedor de 2 etapes al Clásico RCN
- 1980
  - Vencedor d'una etapa a la Volta a Colòmbia

### Resultats al Tour de França
- 1975. 27è de la classificació general

### Resultats a la Volta a Espanya
- 1973. 41è de la classificació general. Vencedor d'una etapa
- 1974. 18è de la classificació general
- 1975. 33è de la classificació general. Vencedor d'una etapa

## Palmarès en pista
- 1961
  - Medalla d'or als Jocs Bolivarians en Persecució
- 1962
  - Medalla d'or als Jocs Centreamericans i del Carib en Persecució
- 1965
  - Medalla d'or als Jocs Bolivarians en Persecució
- 1967
  - Medalla d'or als Jocs Panamericans en Persecució
- 1970
  - Medalla d'or als Jocs Centreamericans i del Carib en Persecució
  - Medalla d'or als Jocs Centreamericans i del Carib en Persecució per equips
- 1970
  - Medalla d'or als Jocs Bolivarians en Persecució
- 1971
  -  Campió del món amateur en Persecució
  - Medalla d'or als Jocs Panamericans en Persecució
  - Medalla d'or als Jocs Panamericans en Persecució per equips